# Kader Marouf
Kader Marouf, né le 10 octobre 1972, est un combattant franco-algérien de kick-boxing et de muay-thaï, actif professionnellement entre 1991 et 2005.

## Biographie
Après une enfance grenobloise, Kader Marouf s'installe à Lyon avec sa famille. Il intègre la très sérieuse institution Saint-Charles de Rillieux. Les mauvaises habitudes et les fréquentations douteuses, Kader les fait siennes quand il découvre l'enseignement public. En classe de 3e où il est censé préparer un BEP comptabilité, à défaut de compter les bonnes notes, il peut déjà recenser les volées prises ou données dans la cour de récré,.
À l'âge de 12 ans, il prend des cours de judo, de karaté et de boxe anglaise, puis le jeune Kader se découvre une passion : le muay-thaï. Prolongement logique de ses amitiés asiatiques et des heures passées devant les K7 vidéos piratées de Jean-Claude Van Damme ou de Bruce Lee. Mais à la différence de ses petits camarades de jeu, Kader ne reste pas vautré dans son canapé ; il met en pratique sur le ring. Sous l’œil averti de son coach et mentor, le restaurateur Xan. Les résultats ne se font pas attendre : dès 1991, il est sélectionné pour le championnat de France. Titre qu'il décroche dans quatre catégories. Première étape d'une longue série de trophées,.
En 1994, il épouse Karine, suivront les naissances de ses deux filles, Shanon et Sophie. Sur le plan sportif, l'ascension se poursuit.
À 23 ans, il est sacré champion d'Europe de kick-boxing. Une performance sportive qui ne se traduit guère en espèces sonnantes et trébuchantes. Les deux spécialités de Kader ne sont pas très médiatisées et les cachets loin d'être mirobolants. Comme nombre de ses confrères, Kader alterne les combats avec les petits boulots (chauffeur, agent de sécurité…).
Le 19 janvier 1996, il rencontre sur le ring en Jean-Charles Skarbowsky qui défend son titre européen. Au palais des sports Marcel-Cerdan de Levallois-Perret, en direct devant les caméras de Canal+. La rencontre démarre très fort et dans la deuxième reprise, Jean-Charles Skarbowsky est durement piqué au foie, il est compté au bord de l’abandon mais résiste jusqu’à la fin du round. Kader Marouf fait toujours le pressing mais Skarbowsky le tient à distance avec des front kicks. Kader est touché à son tour par un coup de genou à l’œil gauche mais encaisse en faisant preuve d’une résistance phénoménale. Au quatrième round, le Lyonnais ne voit plus rien avec son œil gauche qui est complètement boursouflé, le combat est arrêté, Skarbowsky remporte la victoire par arrêt sur blessure, après un combat épique qui restera gravé dans les annales du muay-thaï. Ce combat, élu le plus violent et le plus fou de l’année, fut pour Jean-Charles Skarbowsky « probablement le plus dur »,,.
Après son échec au championnat d'Europe de muay-thaï en 1996, récemment séparé de Karine, il décide de tenter l'aventure américaine. Pris en main par Denis Warner, riche rejeton de l'empire audiovisuel éponyme, il livre une dizaine de combats en boxe anglaise durant l'année 1997. Suffisamment impressionnants pour se faire remarquer par les pontes des sports de combat US qui l'installent dans une villa de rêve à Santa Monica. La jet set locale auront tôt fait de le prendre sous leur aile... En particulier Al Pacino qui l'a surnommé familièrement « my french fighter ». Le comédien lui fait découvrir les fastes et le strass hollywoodiens. Tour à tour « personal trainer » ou body-guard pour des vedettes de cinéma, il fait une apparition éclair comme figurant dans « Un mariage presque parfait » aux côtés de Jennifer Lopez. Le boxer qu'il est n'en oublie pas pour autant la compétition. Le 17 mars 2000, il dispute la finale du championnat du monde de muay-thaï dans un palace de Los Angeles. Son adversaire, l'Américain Danny Steele n'est pas né de la dernière pluie. Grosse pression sur les épaules de Kader Marouf qui remporte finalement son combat en 5 rounds devant un parterre enthousiaste (Oscar de la Hoya, Laila Ali…) et les télés du monde entier,.
Une victoire qui sonne comme un retraite après un palmarès de 185 combats (172 victoires, 13 défaites, 0 nul). En octobre 2000, Kader Marouf rentre en France. Après plusieurs mois sabbatiques, ce jeune retraité pense à sa reconversion. Il crée une  société de transports puis devient promoteur et organisateur de galas de combats de boxe avec son organisation A1 World Grand Prix,,. Le 19 octobre 2017, 15 ans après avoir pris sa retraite Kader Marouf remonte sur le ring pour son jubilé à Lyon à l’occasion de son événement Partouche Kickboxing Tour 2017 où il affronta Vang Moua. Les arbitres donneront Vang vainqueur par décision au terme des trois reprises, ce dernier ne manqua pas de montrer à quel point il était honoré d’avoir pu partager le ring avec Marouf.
En 2023, il interprète le rôle de Carlos Mendez, un chef de gang imaginé par Olivier Marchal dans la série Pax Massilia, diffusée sur Netflix.